# Жилино (Ленинградская область)
Жилино — деревня в Новосельском сельском поселении Сланцевского района Ленинградской области.

## История
Впервые упоминается в писцовых книгах Шелонской пятины 1571 года, как деревня Жилино на Долгом озере — 2 обжи в Бельском погосте Новгородского уезда.
Затем, в Бельском погосте Новгородского уезда по переписи 1710 года упоминалось усадище Жилино:

За Архипом Никитиным сыном Рындиным по скаски ево.
Усадище Желино, а в нем живет он, Архип Рындин пятидесяти пяти лет, у него жена Овдотья пятидесяти лет, у него племянник Артемей Ефимов сын Парской дватцати лет, у него жена Анна осмнатцати лет. Итого в усадище Жилине помещицкой один двор. (л.437об.) Людей в нем мужеска полу дворян 2 человека, в том числе в лета: до 20 – 1, до 60 – 1. Женска полу 2 человека, в том числе в лета: до 20 – 1, до 80 один.

Как деревня Жилина она обозначена на карте Санкт-Петербургской губернии 1792 года А. М. Вильбрехта.
Она же обозначена на карте Санкт-Петербургской губернии Ф. Ф. Шуберта 1834 года.

ЖИЛИНА — деревня принадлежит ведомству Павловского городового правления, число жителей по ревизии: 21 м. п., 19 ж. п. (1838 год)

Как деревня Жилина она отмечена на карте профессора С. С. Куторги 1852 года.

ЖИЛИНА — деревня Гдовского её величества имения, по просёлочной дороге, число дворов — 7, число душ — 22 м. п. (1856 год)

ЖИЛИНО — деревня удельная при озере Долгом, число дворов — 6, число жителей: 38 м. п., 29 ж. п. (1862 год) 

В XIX — начале XX века деревня административно относилась к Константиновской волости 1-го земского участка 1-го стана Гдовского уезда Санкт-Петербургской губернии.
Согласно Памятной книжке Санкт-Петербургской губернии 1905 года деревня Жилино образовывала Жилинское сельское общество.

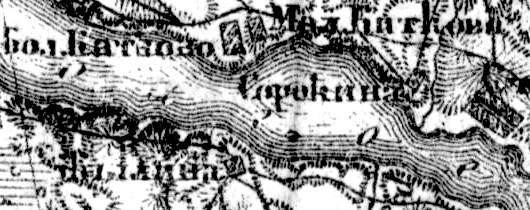
Деревня Жилино на карте 1919 года

Согласно карте Петроградской и Эстляндской губерний 1919 года деревня называлась Жылина.
В 1917 году деревня находилась в составе Старопольской волости Гдовского уезда.
С 1922 года — в составе Заицковского сельсовета Доложской волости.
С 1924 года— в составе Китковского сельсовета.
С февраля 1927 года— в составе Выскатской волости.
С августа 1927 года — в составе Рудненского района.
С 1928 года — в составе Столбовского сельсовета. В 1928 году население деревни составляло 163 человека.
По данным 1933 года деревня называлась Жалино и входила в состав Столбовского сельсовета Рудненского района. С августа 1933 года, в составе Осьминского района.
С 1 августа 1941 года по 31 января 1944 года — германская оккупация.
С 1950 года — в составе Заручьёвского сельсовета.
С 1961 года — в составе Сланцевского района.
С 1963 года — в составе Кингисеппского района.
По состоянию на 1 августа 1965 года деревня Жилино входила в состав Заручьевского сельсовета Кингисеппского района. С ноября 1965 года, вновь в составе Сланцевского района. В 1965 году население деревни составляло 35 человек.
По данным 1973 года деревня Жилино входила в состав Заручьевского сельсовета Сланцевского района.
По данным 1990 года деревня Жилино входила в состав Новосельского сельсовета.
В 1997 году в деревне Жилино Новосельской волости проживали 4 человека, в 2002 году — 8 человек (русские — 87 %).
В 2007 году в деревне Жилино Новосельского СП проживали 2 человека, в 2010 году — 12 человек.

## География
Деревня расположена в юго-восточной части района к северу от автодороги 41К-020 (Сижно — Будилово — Осьмино) близ автодороги 41К-163 (Менюши — Каменец).
Расстояние до административного центра поселения — 20 км.
Расстояние до ближайшей железнодорожной платформы Сланцы — 60 км.
Деревня находится на южном берегу озера Долгое.

## Демография
| 1862 | 2007 | 2010 | 2017 |
| ---- | ---- | ---- | ---- |
| 67   | ↘2   | ↗12  | ↘5   |